# Army Distinguished Service Medal
La Army Distinguished Service Medal è un'alta onorificenza sia militare che civile degli Stati Uniti assegnata per aver servito il governo ricoprendo un'importante carica statale oppure agli ufficiali anziani delle forze armate, o comunque a coloro che hanno indossato una divisa. Esiste anche il President's Award for Distinguished Federal Civilian Service che è la più alta onorificenza che può essere assegnata ad un impiegato statale.

## Insigniti notabili
- Alberto I del Belgio
- Julian Byng, I visconte Byng di Vimy
- Édouard de Castelnau
- Bruce Clarke
- Armando Diaz
- Dwight D. Eisenhower
- Ferdinand Foch
- Joseph Joffre
- John Jellicoe
- Ernesto Mombelli
- Bernard Law Montgomery
- Louis Mountbatten
- Robert Georges Nivelle
- George Smith Patton
- Mario Nicolis di Robilant
- Jacqueline Cochran